# فورست هیل (کنتاکی)

جایگاه فورست هیل درنقشه ایالات کنتاکی

فورست هیل (به انگلیسی: Forest Hills) شهری در ایالت کنتاکی کشور ایالات متحده آمریکا است که جمعیت آن در سرشماری سال ۲۰۱۰ میلادی، ۴۴۴ نفر بوده‌است.